# Torquigener andersonae
Torquigener andersonae är en fiskart som beskrevs av Hardy 1983. Torquigener andersonae ingår i släktet Torquigener och familjen blåsfiskar. Inga underarter finns listade i Catalogue of Life.